# Fángli Henrietta
Fángli Henrietta (Marosvásárhely, 2001. november 17. –) magyar mellúszó, országos csúcstartó és NCAA All-American sportoló. Nemzetközi szinten képviseli Magyarországot, és jelenleg az Egyesült Államokban tanul és versenyez a University of Houston csapatában. Több magyar rekordot is megdöntött 50 és 100 méteres mellúszásban, és 2025-ben az 5. helyen állt a világranglistán ezen számokban. Sportolói karrierje mellett emberi táplálkozástudományt tanul, és több nyelven beszél.

## Pályafutása
Fángli Henrietta öt éves korában kezdett el úszni, az alapokat Kerekes Évától sajátította el. Később Gábos Andrea, egykori mellúszó bajnok lett nagy hatással rá, akit azóta is példaképének tart. Versenyszerűen a Marosvásárhelyi CSS színeiben kezdte, ahol hét éven át úszott. Edzői közül meghatározó szerepet töltött be Petelei Attila, majd 2018-tól Bartalis Károly irányította a felkészülését.
Pályafutása során több klubot is képviselt, 2021-ben a Marosvásárhelyi VSK sportolója lett, ahol egészen 2023 nyaráig versenyzett. Első országos csúcsát 17 évesen érte el, rövid pályán, 50 méteres mellúszásban.

### Országváltás
Fángli a 2023-as román felnőtt országos bajnokságon két román országos csúcsot is megdöntött: 100 méter mellen 1:09.25-tel, míg 50 méter mellen 32,35-tel ért célba, amit később 32,23-ra javított a Román Kupán. Vásárhelyi csapattársaival mix vegyes váltót alkotva szereztek dobogós helyezést az országos bajnokságon, ami azért is büszkeség számára, mert a város több mint 10 éve nem tudott váltót indítani hasonló eseményen. Annak ellenére, hogy hazájában számos rekordot ért el, a román szövetségtől nem kapta meg a lehetőséget a nemzetközi előrelépésre, így 2023-ban országot váltott, hogy álmait – Magyarország képviseletét – valóra váltsa. Ekkor a UNI Győri Úszó SE csapatához igazolt.

### Egyetemi évei
Henrietta jelenleg a University of Houston hallgatója, táplálkozástudományt tanul, és sportösztöndíjas az egyetem úszócsapatában. 
Elsőévesként első helyen végzett 100 yardos mellúszásban a 2022-es American Athletic Conference bajnokságon. Segített a Houston Cougars csapatnak megnyerni a 200 és 400 yardos vegyesváltót és harmadik lett 200 yardos mellúszásban ugyanitt. A 2022-es Cougar Choice Awards-on az év elsőéves sportolójának választották a Houstoni Egyetemen. 
Másodévesként harmadik helyet szerzett, és a program történetének második leggyorsabb idejét úszta 100 yardos mellúszásban az American Athletic Conference bajnokságon és megnyerte a 200 yardos mellúszás vigaszágának döntőjét ugyanitt, és a hetedik legjobb időt úszta az egyetem történetében ebben a számban.
Harmadévesként beválogatták a CSCAA második csapat All-American listájára 100 yardos mellúszásban. Bejutott az NCAA-bajnokság B döntőjébe ebben a számban, ahol 14. helyen végzett (58,98). Kvalifikálta magát az NCAA-bajnokságra 100 és 200 yardos mellúszásban is, emellett számos kiemelkedő eredményt ért el versenyeken.
2025-ben az egyetemi úszó csapat kapitányaként írt történelmet, miután az NCAA-n a hatodik helyen végzett a női 100 yardos mellúszás „A” döntőjében, és ezzel a Houstoni Egyetem első All-American díjazottja lett 1986 óta. A döntőben 58,29-es idővel csapott célba, ami alig maradt el az előfutamban elért 58,09-es idejétől – amely a negyedik legjobb idő a délelőtti programban.

### Magyar színekben
2024-ben berobbant a magyar úszósport élvonalába. A Duna Arénában rendezett országos bajnokságon 50 méter mellen 31,31-es ideje aranyérmet jelentett számára, míg 100 méteres mellúszásban 1:07.50-es idővel szintén magyar bajnok lett, amivel megdöntötte Kovács Ágnes 24 éve fennálló országos rekordját. 200 méteres mellúszásban 2:30,57-es ideje az ezüstérmet jelentette számára.
A 100 méter mell rekordját a júniusban, Rómában szervezett, Sette Colli (Hét Domb) elnevezésű nemzetközi viadalon 1:07,08 percre javította, majd a Győr Open nemzetközi versenyen 1:06,93 alatt teljesítette a távot.
A budapesti rövidpályás világbajnokságon, amely az első világversenye volt magyar színekben, 100 méter mellen 1:05,09-cel ért célba, ezzel Hosszú Katinka 2014-es rövidpályás országos csúcsát döntötte meg. Az időeredmény a 17. helyet jelentette a világbajnokságon.
2024-ben beválasztották a Belgrádban megrendezendő felnőtt úszó Európa-bajnokságra készülő magyar válogatottba.
A 2025-ös kaposvári országos bajnokságon első magyarként úszta 31 másodpercen belül az 50 m mellet, és ismét aranyérmet szerzett, az új országos csúcsa (30,61) ekkor ötödik idő a világrangsorban. 100 méter mellúszásban 1:06,87-es idővel ért célba, ezzel tovább faragott saját előző csúcsán és ismét nyakába akasztották az aranyérmet. Mindkét esetben megúszta a szintidőt a 2025-ös szingapúri úszó-világbajnokságra. 200 méter mellúszásban ismét ezüstérmet szerzett 2:29,70-es idejével.

## Rekordjai

### 50 m mell
- 30,61 (2025. április 12., Kaposvár) országos csúcs[15]

### 100 m mell
- 1:07,50 (2024. április 9., Budapest) országos csúcs{[16]
- 1:07,08 (2024. június 21., Róma) országos csúcs[17]
- 1:06,93 (2024. december 21., Győr) országos csúcs[5]
- 1:06,87 (2025. április 9., Kaposvár) országos csúcs[18]

### 100 m mell, rövid pálya
- 1:05,09 (2024. december 11., Budapest) országos csúcs[19]

## Magyar bajnokság
|            | 2024 | 2025 |
| ---------- | ---- | ---- |
| 50 m mell  | 1.   | 1.   |
| 100 m mell | 1.   | 1.   |
| 200 m mell | 2.   | 2.   |